# Ле-Мон-Рон
Ле-Мон-Рон (фр. Les Monts-Ronds) — муніципалітет у Франції, у регіоні Бургундія-Франш-Конте, департамент Ду. Ле-Мон-Рон утворено 1-1-2022 шляхом злиття муніципалітетів Мере-су-Монрон i Вілле-су-Монрон. Адміністративним центром муніципалітету є Мере-су-Монрон. Населення — 668 осіб (01.01.2021).